# Sadd el-Kafara
Koordinaten: 29° 47′ 44″ N, 31° 25′ 55″ O
Die Talsperre Sadd el-Kafara (arabisch سد الكفرة, DMG Sadd al-Kafara ‚Damm der Heiden‘) wurde etwa zwischen 2600 und 2500 v. Chr. im Wadi Garawi in Ägypten erbaut.
Das Bauwerk war eine Art Steinschüttdamm mit außen liegenden treppenförmigen Steinen und mit Geröll, Kies und Schutt im Innern. Von anderen wird das Bauwerk wegen der außen liegenden bis zu 24 m dicken Mauern als Gewichtsstaumauer bezeichnet.
Es sollte höchstwahrscheinlich der Regulierung von Hochwassern und der Bewässerung dienen.

## Konstruktion und Abmessungen
Die Abmessungen des Bauwerks werden in verschiedenen Quellen unterschiedlich angegeben. Der Staudamm hatte eine Höhe von etwa 14 m und die Länge der Dammkrone betrug 113 m, eine Basislänge von 81 m, eine obere Breite von 56 m und eine untere Breite von 98 m. Die Böschungsneigungen betrugen etwa 1:1,7 an der Wasserseite und 1:1,3 an der Luftseite. Das Stauvolumen lag zwischen 465.000 und 620.000 Kubikmetern, je nachdem, wie hoch eingestaut wurde und das Einzugsgebiet hatte eine Ausdehnung von 185 km².
Reste eines Grundablasses oder einer Hochwasserentlastungsanlage sind nicht erkennbar. Entweder lagen diese im zerstörten Teil des Dammes, oder sie waren gar nicht vorhanden. Der Dammkern besteht aus Schutt, Kies und verwittertem Material, während die Böschungen beidseitig mit Steinschüttungen versehen sind. Wasserseitig gibt es noch eine Deckschicht aus Kalksteinquadern, die treppenartig auf der Steinschüttung aufliegen.

## Geschichte
Die Talsperre wurde in der 3. oder 4. Dynastie des Alten Reiches vermutlich innerhalb von 10 bis 12 Jahren erbaut. Auf dem Palermostein wird unter König Snofru für das „Jahr nach dem 6. Mal der Zählung“ vom Bau einer „Mauer Ober- und Unterägyptens“ berichtet. Möglicherweise ist damit also die Talsperre Sadd el-Kafara gemeint. Da sich das Wadi Garawi direkt gegenüber der am westlichen Nilufer gelegenen Nekropole von Dahschur befindet, könnte die Talsperre als Schutzwehr für die Nekropole gedient haben. Für eine Gleichsetzung des im Palermostein erwähnten Baus mit der Talsperre sprechen auch Keramikfunde, die in ihren Ruinen gemacht wurden und ihre Bauzeit eindeutig in die 3. bis 4. Dynastie datieren.
Die Talsperre wurde möglicherweise nie fertiggestellt. Da kaum Sedimente im Stauraum vorgefunden wurden, geht man davon aus, dass die Talsperre vor oder kurz nach ihrer Fertigstellung durch ein außergewöhnliches Hochwasser zerstört worden ist. Dadurch kam es in den der Baustelle in Fließrichtung nachgeordneten Bereichen zu einer Flutkatastrophe, da es keine Umleitung für diese Wassermengen gab. Die Katastrophe war offenbar so groß, dass die Talsperre nicht wieder aufgebaut wurde. Mindestens 800 Jahre, vielleicht tausende Jahre lang bauten die Ägypter keine Talsperren mehr.
Die Überreste der Staumauer bzw. des Dammes am östlichen Nilufer bei Helwan, 30 km südlich von Kairo, wurden 1885 von Georg Schweinfurth (1836–1925) wiederentdeckt und sind heute zusammen mit einer erkennbaren Bresche von 46 m Breite auch zu besichtigen.